# Глоссит
Глосси́т (лат. glossitis от др.-греч. γλῶσσα — язык + -itis) — воспаление языка, возникающее в результате его травмирования, воздействия патогенных микроорганизмов, либо как состояние, сопутствующее другим заболеваниям.

## Классификация
В зависимости от характера течения заболевания различают острый и хронический глоссит. Хроническому течению заболевания способствует длительное действие травмирующего фактора, дисбактериоз, снижение общей резистентности организма.
При катаральном глоссите воспалительный процесс локализуется в поверхностных слоях слизистой оболочки языка. Воспаление может распространяться и на глубокие отделы с образованием эрозий и язв, сопровождаясь развитием абсцесса или флегмоны (флегмонозный глоссит).
Также выделяют десквамативную форму глоссита — географический язык.

## Симптоматика
Язык отекает.
Цвет языка меняется: часто становится ярко-красным или бордовым. Также может покрываться бледным налётом, если причиной послужила пернициозная анемия. Может становиться ярко-красным, если причиной послужила нехватка витамина B.
Язык становится воспалённым и мягким.
Появляются трудности во время жевания, глотания или речи.

## Лечение
Лечение прежде всего должно быть направлено на устранение травмирующего фактора или излечение основного заболевания. Для дезинфекции поражённую поверхность языка обрабатывают антисептическими растворами: фурацилин, перманганат калия, хлоргексидин и др. — в виде полосканий, ванночек или аппликаций. С целью уменьшения болевого синдрома назначают анестезирующие средства, в том числе в комбинации с антисептиками: лидокаин, «Камистад» (лидокаин с экстрактом цветков ромашки аптечной). Для ускорения регенерации тканей используют аппликации с препаратами соответствующей группы: масло семян шиповника, мазь или масляный раствор с витамином А или бетакаротеном, «Актовегин», «Винизоль». До стихания воспалительного процесса исключают раздражающую пищу.
При эрозиях и язвах перед обработкой антисептиками фибринный или некротический налет удаляют ватным тампоном или путём аппликаций с протеолитическими ферментами (трипсином, химотрипсином и др.). При выраженном гиперкератозе ороговевший участок удаляют оперативным путём.